# DC Comics
DC Cómics es una editorial de cómics estadounidense. Forma parte de DC Entertainment, una de las empresas que conforman Warner Bros. Entertainment, la cual a su vez es propiedad de Warner Bros. Discovery. Fue fundada en 1934 bajo el nombre National Allied Publications, para luego tomar el nombre de DC Comics en 1937.
Entre algunos de sus personajes más emblemáticos se encuentran Superman, Batman, Mujer Maravilla, Flash, Linterna Verde, Aquaman, Hombre Halcón, Chica Halcón, Flecha Verde, Shazam, Detective Marciano, Starfire, Nightwing, Raven, Cyborg, Canario Negro, Doctor Destino, Robin, Chico Bestia, Zatanna, Hombre Plástico, Catwoman, Supergirl, Batgirl, Joker y Harley Quinn. Su sede principal estuvo situada históricamente en la ciudad de Nueva York, pero desde 2015 mudaron sus oficinas a la ciudad de Burbank

## Historia

### Orígenes (1930-1934)
La editorial National Allied Publications, perteneciente al emprendedor Malcolm Wheeler-Nicholson hizo su debut editorial con una revista de tamaño tabloide titulada The Big Comic Magazine, con fecha de tapa febrero de 1935. A partir del segundo título de la editorial, New Comics (diciembre de 1935) sus publicaciones comenzaron a tener un tamaño más cercano al que iba a ser utilizado en la llamada Edad de Oro de la historieta estadounidense, un tamaño ligeramente mayor a las revistas de historietas actuales. Este último título luego pasaría a llamarse Adventure Comics, el cual continuaría hasta el número 503 en 1983, pasando a ser una de las series de más larga duración a esa fecha.
En 1937, y debido a las deudas que tenía con la planta impresora perteneciente al también distribuidor de revistas Harry Donenfeld, este pasó a ser socio de Wheeler-Nicholson para poder comenzar a publicar Detective Comics, una antología principalmente de aventuras. Así se formó la editorial DC Comics (abreviación de Detective Comics), con Wheeler-Nicholson y Jack S. Liebowitz (el contador de Donenfeld) como dueños. Wheeler-Nicholson permaneció en la compañía por un año, pero sus problemas financieros continuaban y terminó forzado a renunciar. Poco tiempo después, DC Comics compró el remanente de National Allied en una subasta por bancarrota
DC Comics, poco después, lanzó un nuevo título, Action Comics, que en su primer número presentaba a Superman. En su primer número, con fecha de tapa junio de 1938, Action Comics fue la primera revista de historieta en presentar un personaje cuyo arquetipo pronto se lo conocería como "superhéroe" y resultó ser un éxito de ventas. DC Comics, la editorial, pronto presentaría personajes como Superman, Batman y Mujer Maravilla.
DC Comics surgió de la unión de dos editoriales: All-American Publications y Detective Comics, Inc. que se fusionaron a finales de la década de 1930 para convertirse en National Comics (más tarde conocida como National Periodical Publications). En esta época "DC" era simplemente un logotipo informal utilizado regularmente en las cubiertas de sus publicaciones.

### La edad de oro (1938-1956)
Action Comics inició las publicaciones de superhéroes en 1938. El éxito fue extraordinario y surgieron historias de personajes como Superman, Batman, Mujer Maravilla e incluso el primer equipo de superhéroes: la Sociedad de la Justicia de América (Justice Society of America). A finales de la década del 1940 los superhéroes empezaron a decaer y la compañía intentó centrarse en otros géneros como la ciencia ficción, los westerns, el humor e incluso el cómic romántico. DC se mantenía al margen de algunas de las tendencias más importantes del mercado de cómics de la época: las historias de crimen y horror. Cuando estas historias se convirtieron en impopulares en los años 1950, DC no tuvo los mismos problemas que otras editoriales que habían explotado estas líneas editoriales. Durante todo este período DC siguió publicando algunos títulos de superhéroes, en particular: Action Comics, Detective Comics, All Star Comics, Sensation Comics, World's Finest Comics, Trinity, Superman, Batman y Mujer Maravilla las dos publicaciones regulares de cómics más largas de la historia.

### La Edad de Plata (1956-1965)
Bajo la dirección editorial de Julius Schwartz, a finales de los años 1950, la compañía inició un rebrote de la industria del cómic conocida como la Edad de Plata del Cómic con el retorno de personajes antiguos como Flash en una versión moderna y adaptada a los tiempos modernos. Pronto surgieron títulos como Green Lantern (Linterna Verde), Hawkman (Hombre Halcón), Atom (Átomo), y otros personajes secundarios compartiendo un punto de vista cercano a la ciencia ficción. El equipo de superhéroes fue revitalizado en esta ocasión con el nombre de la Liga de la Justicia de América (Justice League of America). Los cómics eran muy populares y DC disfrutaba de una posición prominente en el mercado.
Sin embargo, a comienzos de años 1960, Marvel Comics, una editorial minoritaria anteriormente, estaba empezando a hacerse con una parte importante del mercado del cómic con un equipo creativo formado por Stan Lee, Jack Kirby y Steve Ditko. DC reaccionó despacio al éxito de Marvel, que se basaba en personajes más complejos, con una mayor continuidad en sus historias. DC comenzó a ganar una reputación de estilo anticuado y simplista. Gracias a artistas que habían salido de Marvel como Steve Ditko o a nuevos autores como Neal Adams, DC se fue aproximando cada vez más a este enfoque más moderno del cómic de superhéroes.

### Finales de los años 1960 y comienzos de la década de 1970

Logotipo desde 1977-2005, conocido como "DC Bullet".

A finales de los años 1960 muchos de los artistas más veteranos de DC se estaban retirando y muchos estaban solicitando mejoras en sus planes de salud y planes de pensiones. En un movimiento sin precedentes DC despidió a la mayoría del personal de mayor edad sustituyéndoles por artistas jóvenes, muchos de los cuales habían crecido bajo la influencia de los cómics Marvel. Por un lado los nuevos empleados desarrollaron nuevos y más complejos personajes con historias más ricas y sofisticadas pero por otro su falta relativa de experiencia y profesionalidad no conseguía desarrollar un producto de elevada calidad.
Algunos de estos artistas se convirtieron en aclamados autores de DC como Dennis O'Neil, quien trabajó en las series de Green Lantern y Batman.  Este periodo estuvo repleto de nuevos títulos que comenzaban con mucha fuerza para ir perdiendo fuelle cuando los artistas iban ganando experiencia y podían permitirse abandonar la compañía en busca de un empleo mejor remunerado.
Jack Kirby, que había abandonado Marvel poco antes, inició un proyecto ambicioso titulado Fourth World (El cuarto mundo), en el que intentaba crear un sello menor para DC al que integrar una audiencia leal. Los conflictos con la administración de la empresa llevaron a una cancelación prematura de este proyecto aunque muchos de sus personajes y de las ideas desarrolladas se convertirían en elementos vitales del Universo DC.

### Filial de Kinney National Company/Warner Communications (1967–1990)
En 1967, National Periodical Publications fue comprada por Kinney National Company, que compró Warner Bros.-Seven Arts en 1969. Kinney National escindió sus activos no relacionados con el entretenimiento en 1972 (como National Kinney Corporation) y cambió su nombre a Warner Communications Inc. (hoy Warner Bros. Discovery).
Para competir con el éxito de Marvel, DC inició una campaña de producción de numerosos nuevos títulos incluyendo nuevos superhéroes y cómics alejados de esta temática clásica. Además se introdujo el concepto de series limitadas para publicar miniseries sin el coste de desarrollar grandes proyectos. La denominada "explosión DC" no fue demasiado exitosa produciendo serios problemas en la compañía.
A comienzos de 1980, la nueva directora de publicaciones Jenette Kahn, su vicepresidente Paul Levitz, y el editor Dick Giordano decidieron mejorar las condiciones de los artistas empleados por la compañía ofreciendo recompensas como royaltys para impulsar la llegada de talentos establecidos.
La nueva colección los Jóvenes Titanes (Teen Titans) de Marv Wolfman y George Pérez fue un inmediato éxito con una gran estabilidad por parte de su equipo creativo disfrutando de gran popularidad entre los fans durante numerosos años.
El éxito de este título menor provocó que la compañía reconsiderase gran parte de sus otras líneas de producción. El resultado fueron series limitadas de gran éxito, consideradas hoy en día grandes clásicos de DC, como Crisis en las tierras infinitas, en la que se aligeraba parte del ya excesivamente denso Universo DC y en el que se revisaban personajes clásicos como Superman o Wonder Woman. En 1989 se inició también la publicación de antiguas colecciones en tapa dura bajo el título: DC Archive Editions.
Algunas otras series limitadas como The Dark Knight Returns de Frank Miller o los Watchmen de Alan Moore atrajeron un nuevo grupo de fanes a DC. La originalidad de estas series atrajo un importante número de lectores haciendo peligrar seriamente la superioridad editorial que Marvel ostentaba en aquella época.
Mientras tanto, el escritor británico Alan Moore había revitalizado la serie menor de terror: La cosa del pantano (Saga of the Swamp Thing) favoreciendo la llegada al mundo del cómic estadounidense de numerosos talentos británicos como Neil Gaiman o Grant Morrison. El resultado fue un flujo constante de terror sofisticado y material oscuro que culminaría años más tarde con el establecimiento de la línea Vértigo de cómics para adultos.

### La década de 1990
DC experimentó un periodo breve de ventas muy elevadas a comienzos de los años 1990 gracias a acciones de compra especulativa sobre algunas historias muy populares de otras editoriales. Algunos de los títulos clásicos de DC se hicieron enormemente populares en algunas historias en las que Superman era asesinado y luego resucitaba, y Batman se enfrentaba a la destrucción de Gotham City. El éxito fue tan solo temporal y poco después la compañía entró en serios problemas de ventas.
DC Piranha Press y otras líneas de cómics fueron introducidas en la década de 1990 para intentar diversificar la presencia de DC en un mercado del cómic cada vez más especializado. Durante este periodo se incrementaron los contratos no tradicionales con trabajos cuyos derechos permanecían en manos de sus autores o la adquisición de derechos de publicación de historias de otras compañías. También se incrementó la producción de novelas gráficas originales. La línea Vertigo estaba dirigida a un público adulto de gustos más literarios, alejada del estigma de historias infantiles o juveniles que arrastraba el cómic de superhéroes. DC compró también Wildstorm Comics de Jim Lee, con personajes como Grifter, manteniendo sus publicaciones aparte y respetando su estilo anterior. A finales de los años 1990 se añadió la línea America's Best Comics, creada por Alan Moore y que incluía títulos como Tom Strong o Promethea.

### Años 2000
A partir del año 2000 las ventas de cómics que habían estado languideciendo durante toda la década anterior comenzaron a revitalizarse levemente. DC diversificó sus publicaciones intentando alcanzar nuevos mercados. En marzo de 2003 DC Comics adquirió los derechos de publicación y merchandising de la popular serie de fantasía Elfquest (publicada previamente por sus creadores Wendy y Richard Pini bajo el logotipo de Warp Graphics). En el 2004 DC empezó a vender manga bajo el sello CMX y adquirió los derechos para publicar en Norteamérica las novelas gráficas de diferentes compañías europeas incluyendo series como AD y Humanoides. También relanzó algunos de sus cómics más populares en líneas específicas para el público más joven. Entre 2005 y 2006, DC volvió a reformar su larga lista de superhéroes con la "Crisis Infinita", con la que se reformaron muchos de los conceptos clásicos. Esta reforma tuvo su conclusión definitiva en 2008 con Crisis Final.

### Relanzamiento: Los Nuevos 52
El 1 de junio de 2011, DC anunció que cancelarían todas las series dentro del Universo DC y relanzarían su línea de cómics con 52 N°1s, comenzando con Justice League el 31 de agosto de 2011 (escrito por Geoff Johns y dibujado por Jim Lee, con el resto de las series siendo relanzadas en septiembre). Tras una etapa con problemas financieros, la etapa de las publicaciones de la promoción Los Nuevos 52 finalizó en mayo de 2015, luego, con la iniciativa de DC You, estos cambios no surtieron efecto afectando seriamente otras cancelaciones, algo que se notaba constantemente a lo largo de cinco años.

### DC Rebirth
De nuevo por retomar las riendas de las publicaciones de la compañía, DC Comics una vez más se renueva, implementando una nueva imagen que busca rescatar la esencia de los personajes al comprometer el regreso del pasado y unificarlo con el presente, y que involucra un retcon de Los Nuevos 52 en el proceso.

## Ediciones en español
Diversas editoriales hispanas han editado el material de DC Comics en español:
- Editorial Muchnik (Argentina, 1950-principios de los años sesenta).[11]
- Editorial Novaro (México, 1951-1984).
- Editorial Bruguera (España, 1979-1981).
- Editorial Cinco (Colombia, 1982-1986).
- Ediciones Zinco (España, 1984-1997).
- Ediciones Vid (México, 1986-2011).
- Editorial Perfil (Argentina, 1989-1994).
- Grupo Editorial Vid (México, 1986-2011).
- Norma Editorial (España, 2000-2005).
- Perú21 (Perú, 2001-?).
- Sticker Design (Argentina, 2005-2007).
- Planeta DeAgostini (España, 2005-2011).
- Editorial Unlimited (Chile, 2006-2019).
- Editorial Tu Kiosko (Bolivia, 2019).
- ECC Ediciones (España y Argentina, 2012-2025)
- Panini Cómics (España, 2025-presente)
- Editorial Televisa (México, 2011-actual)
- Ovni Press (Argentina, 2019-actual)

## Premios
- Premio Haxtur a la "Mejor Editorial" de las que publicaron en España durante el período que media desde 1985 a 1997. Durante estos años recibió 33 Premios Haxtur y 78 nominaciones a los mismos.

## Autores más relevantes
- Jim Lee
- Robert Kanigher
- Bob Kane y Bill Finger
- Frank Miller
- Jerry Ordway
- Jerry Siegel y Joe Shuster
- John Broome
- Julius Schwartz
- Karl Kesel
- Keith Giffen
- Marv Wolfman
- Mike W. Barr
- Neal Adams
- Neil Gaiman
- Roy Thomas
- Paul Levitz
- Roger Stern
- Steve Ditko
- William Moulton Marston y H. G. Peter
- Jack Kirby
- Mark Waid
- George Pérez
- Alex Ross
- John Byrne
- Grant Morrison
- Alan Moore
- Gardner Fox
- Ross Andru
- Geoff Johns
- John Broome y Gil Kane
- Dan Jurgens
- C.C.Beck
- Alan Davis
- Joe Kubert
- Jim Starlin
- Frank Quitely
- Phil Jiménez
- Brian Bolland
- Gary Frank
- Andy Kubert
- Brian Azzarello
- J. M. DeMatteis
- Carmine Infantino
- Bob Kanigher

## Subsidiarias de DC Comics (propiedad de Warner Bros. Discovery)
- DC Universe (Servicio de transmisión streaming bajo demanda).[12]
- DC Films
- DC Entertainment
- Vertigo Comics
- Young Animal
- CMX Manga
- Revista MAD
- Piranha Press/Paradox Press
- WildStorm Productions
- Johnny DC
- Will Eisner Library
- All Star
- DC Focus
- Elseworlds
- Zuda Comics
- Milestone Media
- Tangent Comics
- Amalgam Comics
- Impact Comics
- America's Best Comics